# Vela (Guarda)
Vela es una freguesia portuguesa del concelho de Guarda, con 22,29 km² de superficie y 567 habitantes (2001). Su densidad de población es de 25,4 hab/km².